# Брати Поспішил
Ї́ндржих По́спішил (чеськ. Jindřich Pospíšil, * 23 березня 1942, Брно, Чехія) і його рідний брат Ян По́спішил (чеськ. Jan Pospíšil, * 25 квітня 1945, Брно) — колишні чехословацькі велоболісти й тренери, двадцятиразові переможці першостей світу.

## Біографія
Рідні брати Їндржих і Ян Поспішили народилися в чесько-австрійській сім'ї, яка наприкінці Другої світової війни переселилася до Утехова, де батько, учасник чеського визвольного руху, в останній день бойових дій за Брно був тяжко поранений і помер. Брати зростали сиротами. З середини 1950-х (Ян трохи пізніше, перед тим він вправлявся у фігурному ковзанярстві) стали відвідувати велобольну секцію при клубі «Спартак» (Кралово Поле) в Рудольфа Гарта, який тренував Поспішилів до самого кінця їхньої спортивної кар'єри. Вони незмінно виступали за цей клуб. Здобувши професійно-технічну освіту, працювали на Краловопольському машинобудівному заводі: Їндржих токарем, заточником і слюсарем, Ян — контролером. За свій перший титул чемпіонів світу брати дістали тринадцяту зарплату — по три з половиною тисячі чехословацьких крон (згодом така премія досягла 12 000 крон). Тоді ж Чехословацьке товариство фізичної культури запропонувало скоротити Поспішилам фонд робочого часу по 50 годин щомісяця, щоб було коли тренуватися.
З самого початку Їндржих виступав разом із Ярославом Свободою і в 1962-му посів друге місце на першості світу. 1964 року, вже з братом Яном, він повторив цей успіх, а наступного року в Празі Поспішили здобули свою першу золоту медаль чемпіонату світу. Маючи відповідний зріст і вагу (Їндржих — 181 см, 90 кг, Ян — 185 см, 85 кг), вони відзначалися силовою швидкісною грою, акцентованою на атаку. Ян, як вищий і спокійніший, грав переважно на задній лінії. Їндржих був форвард таранного типу. Характерна риса матчів з їхньою участю — це видовищність і рахунок: багато голів забито й багато пропущено.
Критичними роками їхньої спортивної кар'єри стали 1982-й і 1983-й, коли Поспішили на чемпіонатах світу двічі поспіль посіли друге місце й мусили на ділі довести спортивним функціонерам своє право грати за збірну Чехословаччини. 1984 року на першості світу в Шилтиґгаймі це вдалося: перемога, якою вони вже не поступалися до кінця своїх виступів за збірну країни. Дуже драматичним був фінальний матч проти збірної Німеччини на останньому для братів чемпіонаті світу. Згадує Їндржих Поспішил:
| «Ми грали з німецькою командою із Ганновера. За дві хвилини до кінця матчу був рахунок два – два, і Франц Мюллер мав виконати пенальті. Мій братик вгадав, куди той битиме. Але суддя свиснув, щоб повторити, бо брат виїхав проти м’яча. Знову пенальті. Гонза був певен, що німець вицілить туди ж, і знову зумів відбити удар. Передав мені м’яч, я проїхав усе поле і вкотив його в порожні ворота. Коли нас оголосили чемпіонами, весь зал плескав у долоні. Всі знали, що ми прощаємося. Що вже востаннє нас бачать».[2] |
На цій останній для них першості світу Янові було 43 роки, а Їндржихові — 46.
У 1989—1990 роках брати Поспішили тренували Мирослава Берґера і Мирослава Кратохвіла, і ті 1989 року стали чемпіонами світу, а коли перейшли до іншого тренера, то вже ні разу не зуміли повторити цей успіх. Після  Оксамитової революції Їндржих з 1990-го був тренер і водночас гравець австрійського велобольного клубу «Санкт-Пельтен». Крім того, працював токарем на фабриці. 2002 року повернувшись у Чехію, почав тренувати команду «Фаворит» (Брно), став головою Чеської федерації зального велоспорту. З 1990-го Ян тренував швейцарський клуб «Офтрінґен». Водночас працював автомеханіком на фірмі «Тойота», а згодом став виробляти і продавати велобольні велосипеди власної конструкції..
Разом із Яном Котрбою Їндржих і Ян написали книжку спогадів «Веселкові повернення». Режисер Бржетислав Рихлік зняв про цих видатних спортсменів 38-хвилинний документальний фільм «Золоті брати» (1998). Дочки Їндржиха — Яна (1966 р. н.) і Бланка (1973 р. н.) виступали за збірну Чехії з фігурного ковзанярства. Внучка, що зветься Яна (1993 р. н.), теж фігуристка.
У Яна Поспішила два сини — Ян (1966 р. н.) і Їржі (1976 р. н.).

## Спортивні досягнення
Брати Поспішили безперервно були членами збірної Чехословаччини з велоболу в 1964—1988 роках (Їндржих на чотири роки більше). Вони 20 разів завойовували титул чемпіонів світу (1965, 1968—1981, 1984—1988), і тричі — віце-чемпіонів (1964, 1982, 1983). Як на відомі офіційно зареєстровані види спорту, це абсолютний рекорд. Їндржих мав звання «Велосипедист ЧССР» у 1972, 1975 і 1979-му, а разом із братом — звання «Найкращий спортсмен ЧССР» (1979). 1984 року за результатами опитування братів визнали найуспішнішими велосипедистами за всі сто років існування велоспорту на чеських землях.

### Перші місця на чемпіонатах світу
- 1965, Прага (ЧССР)
- 1968, Кассель (ФРН)
- 1969, Ерфурт (НДР)
- 1970, Острава (ЧССР)
- 1971, Баден (Швейцарія)
- 1972, Оффенбурґ (ФРН)
- 1973, Відень (Австрія)
- 1974, Герлен (Нідерланди)
- 1975, Гент (Бельгія)
- 1976, Мюнстер (Німеччина)
- 1977, Брно (ЧССР)
- 1978, Гернінґ (Данія)
- 1979, Шильтиґгайм (Франція)
- 1980, Мелін (Швейцарія)
- 1981, Герлен (Нідерланди)
- 1984, Шильтиґгайм (Франція)
- 1985, Санкт-Ґаллен (Швейцарія)
- 1986, Генк (Бельгія)
- 1987, Гернінґ (Данія)
- 1988, Людвіґсгафен (ФРН)

## Цікавинки
- 1965 року Їндржих, вперше в житті ставши чемпіоном світу, відіграв весь турнір, маючи зламаний палець на руці.[4]

- На жартівливе запитання кореспондента, скільки важать медалі Їндржиха Поспішила, той цілком серйозно відповів: «Якось кинув я їх на кухонну вагу. Вийшло близько півкілограма. Але вони не з золота, декотрі вже добряче почорніли…»[1]

- Брати Поспішили мають гарні голоси й музикальний слух. Вони співають у баптистському хорі й охоче виступають на концертах. Пісні у їхньому виконанні записано на «You Tube».[5]